# Christina Meier-Höck
Christina Anna Meier-Höck (ur. 20 lutego 1966 w Rottach-Egern) – niemiecka narciarka alpejska reprezentująca też RFN.

## Kariera
W zawodach Pucharu Świata zadebiutowała 12 grudnia 1986 roku w Val d’Isère, gdzie zajęła 14. miejsce w zjeździe. Tym samym zdobyła pierwsze pucharowe punkty. Na podium zawodów tego cyklu pierwszy raz stanęła 7 marca 1988 roku w Aspen, wygrywając rywalizację w gigancie. W zawodach tych wyprzedziła Blancę Fernández Ochoę z Hiszpanii i Austriaczkę Ulrike Maier. W kolejnych startach jeszcze trzykrotnie stawała na podium zawodów pucharowych: 27 marca 1988 roku w Saalbach była najlepsza w slalomie równoległym, 8 marca 1989 roku w Shiga Kōgen była trzecia w gigancie, a 15 marca 1993 roku w Hafjell zwyciężyła w gigancie. W sezonie 1987/1988 zajęła 22. miejsce w klasyfikacji generalnej, w klasyfikacji giganta była siódma.
Wystartowała na igrzyskach olimpijskich w Calgary w 1988 roku, zajmując 5. miejsce w gigancie i 21. miejsce w zjeździe. Na rozgrywanych cztery lata później igrzyskach olimpijskich w Albertville uplasowała się na jedenastej pozycji w gigancie. Brała też udział w igrzyskach olimpijskich w Lillehammer w 1994 roku, gdzie w gigancie była dziesiąta. Była też między innymi dwunasta w Kombinacji podczas mistrzostw świata w Crans-Montana w 1987 roku.

## Osiągnięcia

### Igrzyska olimpijskie
| Miejsce | Dzień     | Rok  | Miejscowość | Konkurencja | Czas biegu | Strata | Zwyciężczyni       |
| ------- | --------- | ---- | ----------- | ----------- | ---------- | ------ | ------------------ |
| 21.     | 19 lutego | 1988 | Calgary     | Zjazd       | 1:25,86    | +2,44  | Marina Kiehl       |
| 5.      | 24 lutego | 1988 | Calgary     | Gigant      | 2:06,49    | +1,39  | Vreni Schneider    |
| 11.     | 19 lutego | 1992 | Albertville | Gigant      | 2:12,74    | +2,59  | Pernilla Wiberg    |
| 10.     | 24 lutego | 1994 | Lillehammer | Gigant      | 2:30,97    | +4,25  | Deborah Compagnoni |

### Mistrzostwa świata
| Miejsce | Dzień       | Rok  | Miejscowość   | Konkurencja | Czas biegu | Strata | Zwyciężczyni    |
| ------- | ----------- | ---- | ------------- | ----------- | ---------- | ------ | --------------- |
| 12.     | 30 stycznia | 1987 | Crans-Montana | Kombinacja  | 15,32 pkt  | ?      | Erika Hess      |
| 20.     | 14 lutego   | 1993 | Morioka       | Supergigant | 1:33,52    | +1,79  | Katja Seizinger |

### Puchar Świata

#### Miejsca w klasyfikacji generalnej
- sezon 1986/1987: 33.
- sezon 1987/1988: 22.
- sezon 1988/1989: 29.
- sezon 1989/1990: 41.
- sezon 1990/1991: 60.
- sezon 1991/1992: 49.
- sezon 1992/1993: 29.
- sezon 1993/1994: 29.
- sezon 1994/1995: 55.

#### Miejsca na podium
1. Aspen – 7 marca 1988 (gigant) – 1. miejsce
2. Saalbach – 27 marca 1988 (slalom równoległy) – 1. miejsce
3. Shiga Kōgen – 8 marca 1989 (gigant) – 3. miejsce
4. Hafjell – 15 marca 1993 (gigant) – 1. miejsce